# Ami Dolenz
Ami Bluebell Dolenz (* 8. Januar 1969 in Burbank, Kalifornien) ist eine US-amerikanische Film- und Fernsehschauspielerin.

## Leben und Werk
Ami wurde als Tochter von Micky Dolenz, dem Sänger und Schlagzeuger der US-amerikanischen Pop-Band The Monkees und der britischen Fernsehmoderatorin Samantha Juste geboren.
Nach dem Gewinn eines Talentwettbewerbs fasste sie 15-jährig den Entschluss, Schauspielerin zu werden. Sie verließ die High School und arbeitete in der Folgezeit in verschiedenen Fernsehproduktionen mit. 1987 wurde sie in der Rolle der Melissa McKee in der Seifenoper General Hospital einem größeren Publikum bekannt. Für ihre Darbietung wurde sie zwei Mal für einen Young Artist Award nominiert, den sie jedoch nicht gewann.
Seit dem Jahr 2002 ist sie mit dem Schauspieler und Stuntman Jerry Trimble verheiratet.

## Filmografie (Auswahl)
- 1987–1989: General Hospital (Fernsehserie)
- 1987: Can’t Buy Me Love
- 1989: Hände weg von meiner Tochter (She’s out of Control)
- 1990: Ballerina (Faith)
- 1990–1991: Ferris Bueller (Fernsehserie, 13 Folgen)
- 1990: Sunset Beat – Die Undercover-Cops (Sunset Beat)
- 1992: Streethunter (Rescue Me)
- 1992: Miracle Beach – Sonne, Sex und 1000 Träume (Miracle Beach)
- 1993: White Wolves – Verloren in der Wildnis (White Wolves: A Cry in the Wild II)
- 1993: C2 – Killerinsekt (Infested)
- 1993: Witchboard 2 – Das Tor zur Hölle (Witchboard 2: The Devil's Doorway)
- 1994: Pumpkinhead II (Pumpkinhead II: Wing of Blood)
- 1999: Shogun Cop
- 2008: 2012: Doomsday (2012 Doomsday)
- 2009: New Hope Manor
- 2010: Committed
- 2010: Rules of Engagement (Fernsehserie, eine Folge)